# June Almeida
June Dalziel Almeida (Glasgow, 5 d'octubre de 1930 - Bexhill, 1 de desembre de 2007) fou una viròloga escocesa que, amb poca formació formal, obtingué un doctorat en ciències i fou pionera en l'obtenció d'imatges, la identificació i el diagnòstic dels virus. Va descobrir un nou tipus de coronavirus i, el 1979, va publicar el llibre Manual for rapid laboratory viral diagnosis.

## Biografia
June Dalziel Hart va néixer el 5 d'octubre de 1930 a Glasgow, filla de Jane Dalziel (de soltera Steven) i de Harry Leonard Hart, un conductor d'autobús. Va deixar l'escola als 16 anys per treballar com a tècnica d'histopatologia a la Glasgow Royal Infirmary. Després es va traslladar a l'Hospital St. Bartholomew per continuar la seva carrera.
L'11 de desembre de 1954 es va casar amb Enrique Rosalio (Henry) Almeida (1913–1993), un artista veneçolà amb qui va tenir una filla, Joyce. La família es va mudar a Canadà, on June va treballar a l'Ontario Cancer Institute com a microscopista electrònica. Tot i tenir poques qualificacions formals, va ser promocionada d'acord amb les seves capacitats. Diverses publicacions van reconèixer el seu treball en la identificació de l'estructura viral. A.P. Waterson, aleshores catedràtic de microbiologia de la St Thomas's Medical School, va valorar el seu talent i la va convèncer per tornar a Anglaterra per treballar a l'hospital. Va desenvolupar un mètode per visualitzar millor els virus mitjançant l'ús d'anticossos. Va treballar en el virus de l'hepatitis B i els virus del refredat comú. Almeida va aconseguir les primeres imatges del virus de la rubèola utilitzant una immunomicroscopia electrònica. David Tyrrell i Almeida van treballar en la caracterització d'un nou tipus de coronavirus; família que inclou el virus SARS i el virus SARS-CoV2 que causa la COVID-19.
Almeida va seguir a Waterson a la Postgraduate Medical School de Londres, on les seves contribucions a diversos articles van ser reconegudes amb un doctorat. Va acabar la seva carrera al Wellcome Institute. Mentre treballava al Wellcome, va ser esmentada en diverses patents en el camp de la identificació de virus. El 1970 Albert Kapikian va passar sis mesos al Regne Unit on, per suggeriment del seu cap, va estudiar les tècniques d'Almeida; després, als Estats Units, va utilitzar aquestes tècniques per identificar una causa de gastroenteritis no bacteriana: el virus de Norwalk. Almeida va deixar el Wellcome Institute i va començar a ensenyar ioga, però va tornar-hi per fer tasques d'assessorament a final dels anys 1980, quan va ajudar a obtenir noves imatges del virus VIH. Va publicar el Manual for rapid laboratory viral diagnosis el 1979 per a l'Organització Mundial de la Salut.

## Llegat i coronavirus
A causa de la pandèmia de COVID-19 de 2019-2020, la seva recerca va tornar a destacar-se. La BBC va descriure Almedia com «la dona que va descobrir el primer coronavirus». El professor Hugh Pennington va assenyalar que els xinesos havien utilitzat les seves tècniques per identificar la COVID-19 i que el seu treball havia ajudat a la identificació primerenca.